# Gare de Castelnau-d'Estrétefonds
Ne pas confondre avec la gare de Castelnaud-Fayrac.

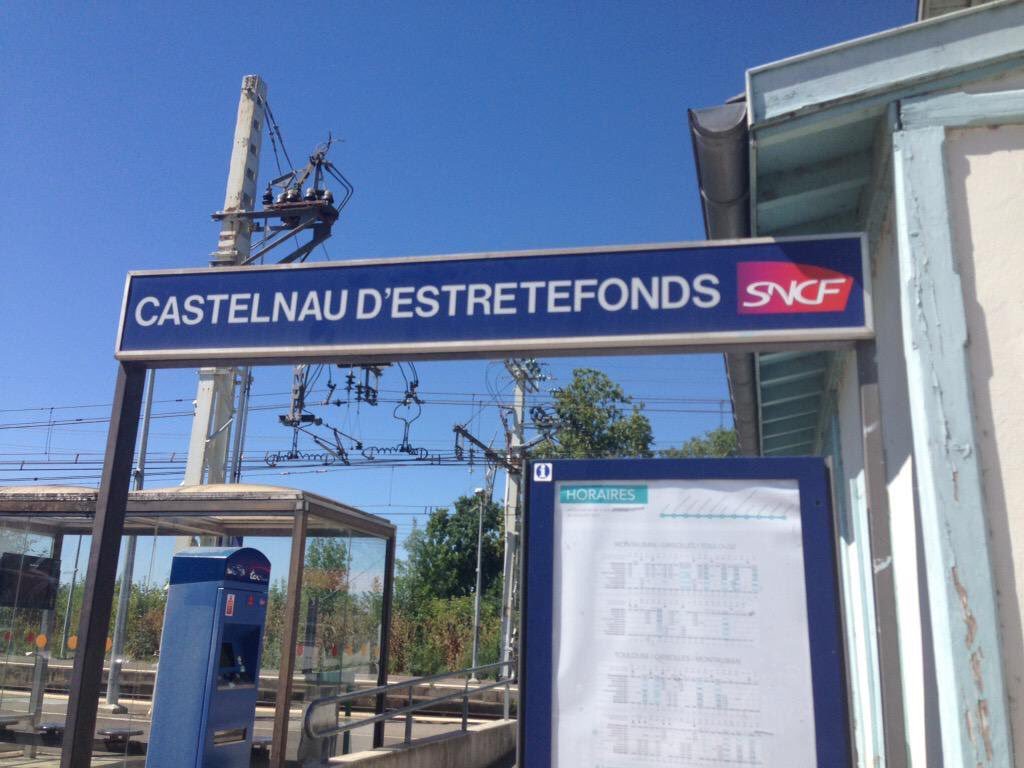
Panneau indiquant le nom de la gare, en 2017.

La gare de Castelnau-d'Estrétefonds est une gare ferroviaire française de la ligne de Bordeaux-Saint-Jean à Sète-Ville située sur le territoire de la commune de Castelnau-d'Estrétefonds dans le département de la Haute-Garonne en région Occitanie.
Elle est mise en service en 1856 par la Compagnie des chemins de fer du Midi et du Canal latéral à la Garonne.
C'est une gare voyageurs de la Société nationale des chemins de fer français (SNCF) desservie par des trains TER Occitanie.

## Situation ferroviaire
Établie à 111 mètres d'altitude, la gare de Castelnau-d'Estrétefonds est située au point kilométrique (PK) 234,964 de la ligne de Bordeaux-Saint-Jean à Sète-Ville, entre les gares de Grisolles et de Saint-Jory.

## Histoire
La station de Castelnau est mise en service le 30 août 1856 par la Compagnie des chemins de fer du Midi et du Canal latéral à la Garonne, lorsqu'elle ouvre à l'exploitation la section de Valence-d'Agen à Toulouse.
En 1858, Castelnau-d'Estrétefonds est la 42e station du chemin de fer de Bordeaux à Sète, elle dessert le village de Castelnau-d'Estrétefonds, située à 21 km de Toulouse, 235 km de Bordeaux et 242 km de Sète.
En août 1914, la gare est le théâtre des départs vers le front de la Première Guerre Mondiale, Dominique Bona évoque ce moment, Eugène Rouart, alors maire de Castelnau-d'Estrétefonds, installe son bureau provisoire dans la gare et "assiste, impuissant et malheureux, au défilé des trains, bondés de soldats de vingt-ans".

### Fréquentation
De 2015 à 2023, selon les estimations de la SNCF, la fréquentation annuelle de la gare s'élève aux nombres indiqués dans le tableau ci-dessous.
| Année                      | 2015    | 2016    | 2017    | 2018    | 2019    | 2020    | 2021    | 2022    | 2023    |
| -------------------------- | ------- | ------- | ------- | ------- | ------- | ------- | ------- | ------- | ------- |
| Voyageurs seuls            | 202 782 | 223 630 | 235 037 | 201 012 | 229 548 | 208 341 | 264 320 | 346 056 | 420 549 |
| Voyageurs et non voyageurs | 259 846 | 279 538 | 293 928 | 251 266 | 286 935 | 260 427 | 330 400 | 432 570 | 525 686 |

## Projet
Un réaménagement complet en terminus de la halte est en projet, pour les trains qui effectueront les navettes style RER jusqu'à Matabiau.

## Service des voyageurs

### Accueil
Gare SNCF, elle dispose d'un bâtiment voyageurs, avec guichet, ouvert du lundi au vendredi et fermé les samedis, dimanches et fêtes. Elle est équipée d'automates pour l'achat de titres de transport.

### Desserte
Castelnau-d'Estrétefonds est desservie par les trains TER Occitanie des lignes :
- Toulouse - Montauban, à raison de 3 à 4 trains par heure en heures de pointe, 1 à 2 par heure en heures creuses et le samedi, et d'une dizaine par jour et par sens le dimanche. Deux types de relations desservent la gare : des relations directes vers Toulouse ou Montauban sans arrêt intermédiaire, ou des trains omnibus avec trois arrêts intermédiaires vers Montauban et deux vers Toulouse-Matabiau. Le temps de trajet est d'environ 12 à 18 minutes depuis Toulouse-Matabiau et 18 à 23 minutes depuis Montauban-Villebourbon.
- Toulouse - Cahors - Brive, à raison d'environ un train toutes les deux heures tous les jours. Le temps de trajet est d'environ 12 à 18 minutes depuis Toulouse-Matabiau et 2 heures 20 minutes depuis Brive-la-Gaillarde.
- Toulouse - Montauban - Agen, à raison d'environ un train par heure en heures de pointe et d'un toutes les deux heures en heures creuses, la samedi et la dimanche. Le temps de trajet est d'environ 12 minutes depuis Toulouse-Matabiau et 1 heure 5 minutes depuis Agen.

### Intermodalité
Un parc pour les vélos et un parking pour les véhicules (181 places) y sont aménagés.
La gare est desservie via les lignes 302, 326 et 377 et 848 du réseau d'autocars liO.